# Diego Abreu
Diego Fernando Abreu Firenze (Città del Messico, 27 agosto 2003) è un calciatore uruguaiano, attaccante del Defensor Sporting.

## Biografia
È nato a Città del Messico durante il periodo in cui suo padre, l'ex calciatore Sebastián Abreu, militava nei Dorados. Grazie allo ius soli, possiede la cittadinanza messicana, oltre a quella uruguaiana e italiana, quest'ultima ereditata dalla madre, Paola Firenze, cittadina italiana.

## Carriera

### Club
Dopo gli inizi con Rincón del Carrasco e Carrasco Polo è entrato a far parte del settore giovanile del Defensor Sporting. Il 31 marzo 2023 è passato in prestito per una stagione al Botafogo, dove è stato impiegato nella formazione Under-20. Il 18 gennaio 2024, con la stessa formula, è passato al Toluca dove ha trascorso una stagione in Under-23.
Rientrato in Uruguay nel 2025, è stato promosso in prima squadra ed il 1º febbraio ha debuttato a livello professionistico nell'incontro di Primera División vinto 2-0 contro il Boston River. Una settimana più tardi ha firmato il suo primo contratto professionistico ed il 16 febbraio seguente ha segnato il suo primo gol nel successo per 2-0 sul Racing Montevideo.

### Nazionale
Ha giocato con le nazionali giovanili messicane Under-17, Under-18 e Under-20 prima di decidere nel 2021 di voler rappresentare l'Uruguay. Ha in seguito debuttato con la celeste Under-20.

## Statistiche

### Presenze e reti nei club
Statistiche aggiornate al 23 febbraio 2025.
| Stagione        | Squadra           | Campionato      | Campionato | Campionato | Coppe nazionali | Coppe nazionali | Coppe nazionali | Coppe continentali | Coppe continentali | Coppe continentali | Altre coppe | Altre coppe | Altre coppe | Totale | Totale | Totale |
| Stagione        | Squadra           | Comp            | Pres       | Reti       | Comp            | Pres            | Reti            | Comp               | Pres               | Reti               | Comp        | Pres        | Reti        | Pres   | Reti   |        |
| --------------- | ----------------- | --------------- | ---------- | ---------- | --------------- | --------------- | --------------- | ------------------ | ------------------ | ------------------ | ----------- | ----------- | ----------- | ------ | ------ | ------ |
| 2025            | Defensor Sporting | PD              | 4          | 0          | CU              | 0               | 0               | CL                 | 1                  | 0                  | -           | -           | -           | 5      | 0      |        |
| Totale carriera | Totale carriera   | Totale carriera | 4          | 0          |                 | 0               | 0               |                    | 1                  | 0                  |             | -           | -           | 5      | 0      |        |